# Vectơ tách dòng

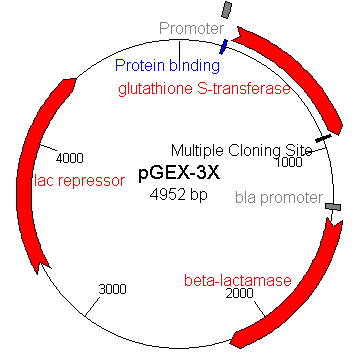
Plasmid pGEX-3x là một vector tách dòng phổ biến.

Véctơ tách dòng (vector cloning) là một phân tử DNA có kích thước nhỏ cho phép cài gắn một đoạn DNA ngoại lai vào nhằm mục đích nhân đoạn DNA ngoại lai lên với số lượng lớn.
Các đặc điểm cần có của một véctơ tách dòng:
- Có khả cài gắn các đoạn DNA ngoại lai
- Có kích thước nhỏ để xâm nhập tế bào chủ
- Có thể tái bản độc lập không phụ thuộc vào bộ gen của tế bào chủ.
- Có chứa các gen chỉ thị, chọn lọc (gen kháng kháng sinh, gen chỉ thị màu...)

Các loại vectơ tách dòng thường dùng: Plasmid, Cosmid, Phage, BAC (Bacterium artificial chromosomes), YAC (yeast artificial chromosomes).